# ちはや (潜水艦救難艦・2代)
ちはや（ローマ字：JS Chihaya, ASR-403）は、海上自衛隊の潜水艦救難艦。計画番号はJ141。
艦名は千早城に由来し、この名を受け継いだ日本の艦艇としては4代目である。

## 設計

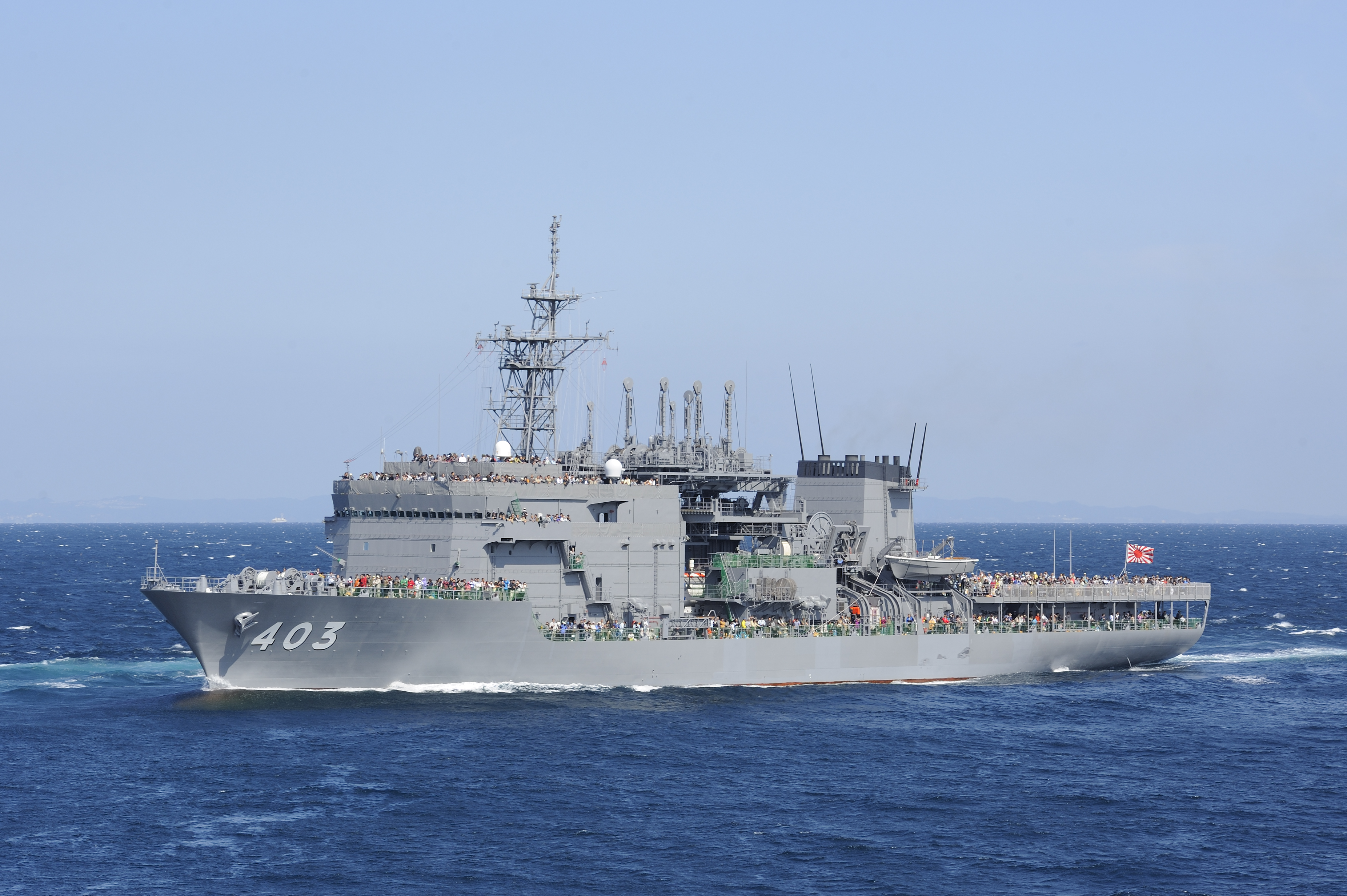
左前方から見た「ちはや」。水面下にバルバス・バウが見える。

老朽化していた「ふしみ」（46ASR）の代替艦として建造された。設計面では、潜水艦救難母艦「ちよだ」（56AS）の拡大改良型とされており、潜水艦母艦機能を廃する一方で医療設備を強化している。
DSRV運用のため、船体中央部にムーンプール（センターウェル）を備えるという基本構成は56ASと同様だが、船首楼は艦橋構造物付近まで延長され、基準排水量にして1,800トン大型化している。これによって、従来は暴露部に格納されていた装備も艦内に収容できるようになった。また遭難現場へ迅速に進出できるよう高速巡航能力に意が払われており、造波抵抗低減のためバルバス・バウが採用されているほか、センターウェル下部には艦底閉鎖装置が設けられている。これは2分割した閉鎖板を油圧によって開閉する方式であり、スライド式や内開き式などの構造も検討されたが、救難という任務に求められる確実性から、外開きによる左右舷観音開き方式が採用された。
主機関としては三井造船12V42M-Aディーゼルエンジン2基を備えている。これは「ちよだ」で主機関とされた直列8気筒機関と同系列だが、V型12気筒とすることで出力を増強したものであった。推進器としては、可変ピッチ・プロペラ2軸のほか、艦首と艦尾にサイドスラスターを2基ずつ備えている。これらは、「ちよだ」と同様に艦位保持装置（Dynamic Positioning System, DPS）を装備しており、洋上の一点に静止することが可能である。

## 能力
艦橋の直後には、半甲板上げて救難指揮所（RIC）が設けられている。

### 潜水艇・潜水機運用機能
上部構造物後方に深海救難艇（DSRV）の格納庫を設け、その後方の船体中央部のムーンプール（センターウェル）から発進・収容するという基本的な構成は「ちよだ(AS-405)」と同様である。DSRV揚降装置も基本的に同構成であるが、「ちよだ」では油圧であったのに対し、本艦では相当部分を電動に変更して、整備性を向上させている。
「ちよだ」との最大の変更点は、DSRVの発進・収容方向の変更である。「ちよだ」では、収容時のDSRVの艇首方向を母艦と一致させ、艦首側に向けて発進し、艦尾側から進入し揚収する方式としていたが、これでは母艦のプロペラ雑音や気泡のためにソナーが影響され、揚収時のDSRVの位置把握や通信を妨げるという問題があった。このため、本艦の搭載艇（09DSRV）では艦尾側に向けて発進し、艦首側から進入する方式としており、艇首を母艦の艦尾側に向けて収容されることになっている。09DSRVの主用目は56ASの搭載艇（57DSRV）とほぼ同様である（排水量約40トン、全長12.4メートル、幅3.2メートル）が、充電池補充などの支援位置が異なるなどの為、両艦のDSRVに互換性はない。そのため、DSRVはLCACと異なり「母艦の搭載艇」扱いである。
DSRVの活動を支援するため、無人潜水装置（ROV）も搭載した。これは「ちよだ」にはなかった装備で、左舷中部に搭載されており、空中重量3トン、速度3ノット、最大潜航深度2,000メートルで、水中作業のためマニピュレーター2基を備えている。

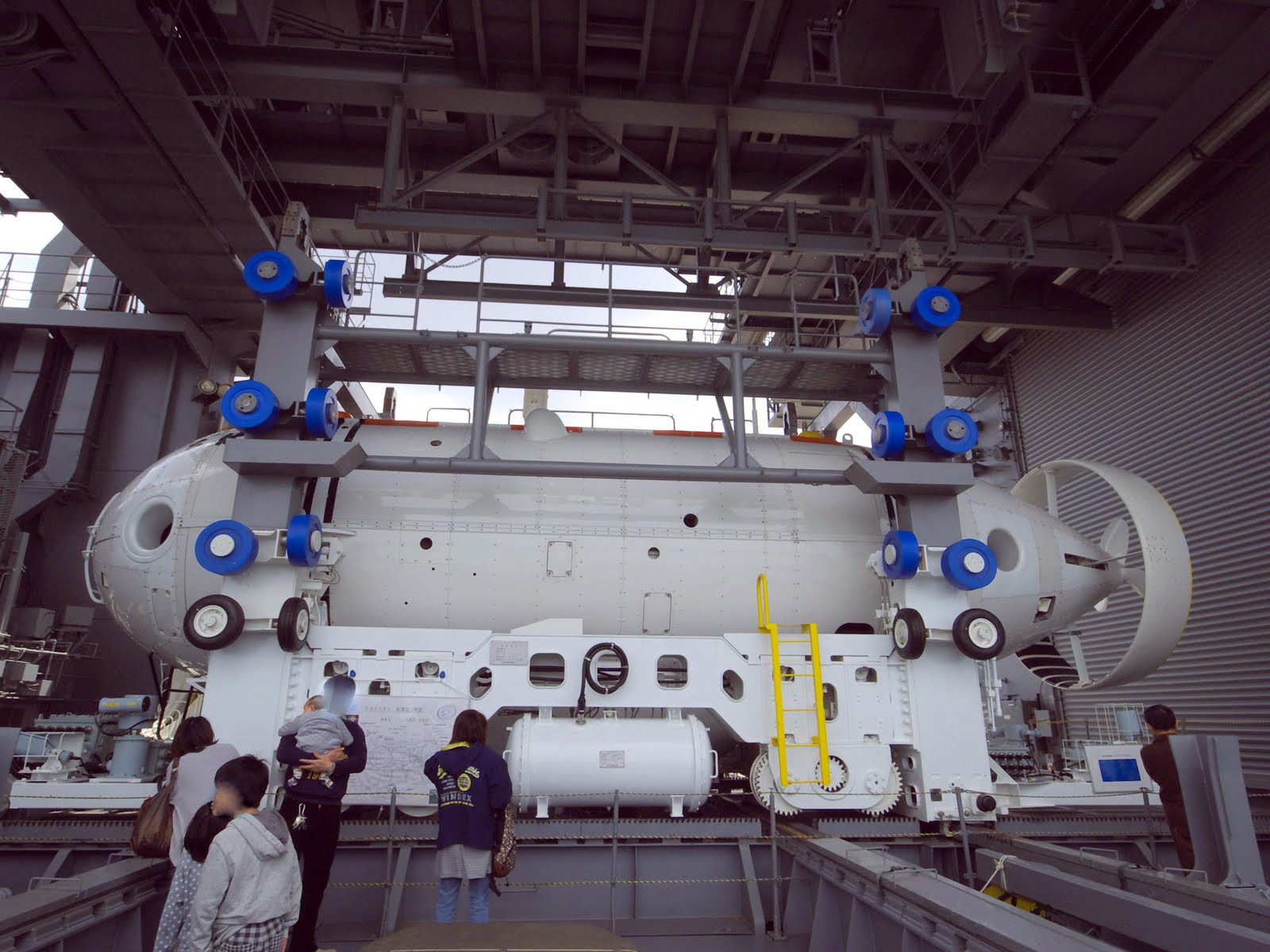
本艦搭載の深海救難艇 (09DSRV)
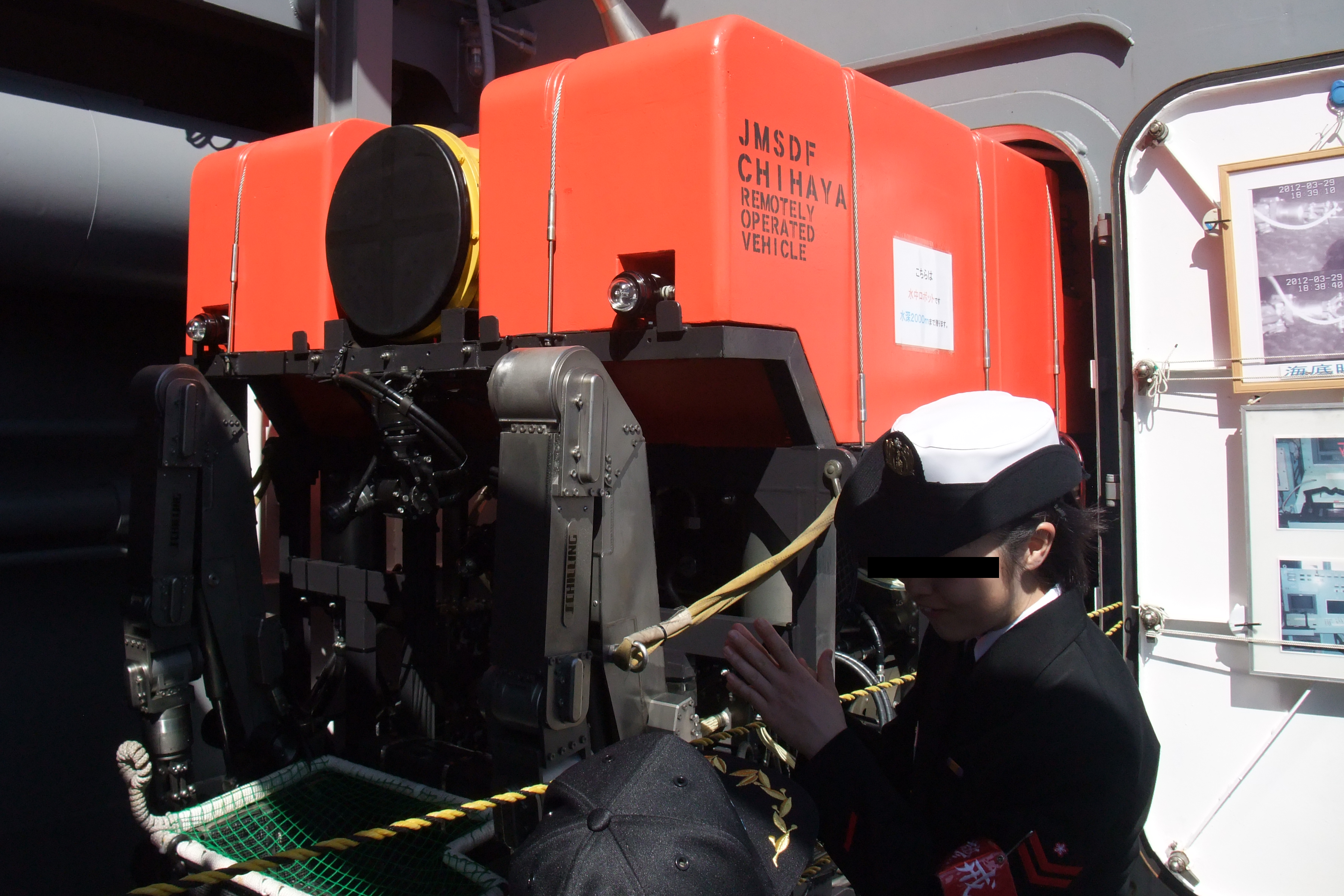
無人潜水装置 (ROV)

### 潜水作業支援機能
「ちよだ」と同様に、深海潜水装置（DDS）も搭載した。これは、遭難潜水艦へのDSRVメイティングの支援などのために飽和潜水で潜水士を進出させることを想定したものであるが、また同時に、遭難潜水艦が浸水して、乗員が高圧に曝露されていた場合、飽和潜水の技法を用いた減圧を行ったり、減圧症の治療を行うためでもある。大型の再圧タンクである艦上減圧室（Deck Decompression Chamber, DDC）と、これと連結できる潜水球である人員輸送カプセル（Personnel Transfer Capsule, PTC）1基によって構成されているが、「ちよだ」ではDDCを左右舷に独立させていたため、大重量のDSRV（40トン）やPTC（13トン）を艦上で左右に移動させてメイティングする必要があり、艦の動揺の影響が大きかったのに対して、本艦のDDC室は船体中心線に対して「コの字」型に配置することで、メイティング位置を船体中心線上としたことで、この問題を解決している。
上記の通り、本艦の特徴の1つが医療機能の充実であり、手術室やX線撮影室が新設された。医療区画はDDC室とのアクセスを考慮して、艦中央部付近の第1甲板上、PTC格納所後方に配置した。また本艦は、救助した潜水艦乗員のために80名分の居住区を確保しているが、ここは病室への転用が考慮されており、医療区画の近傍に配置されている。
艦尾甲板はヘリコプター甲板とされており、MH-53Eの運用に対応している。

## 艦歴
「ちはや」は、中期防衛力整備計画に基づく平成8年度計画潜水艦救難艦1103号艦として、三井造船玉野事業所で1997年10月13日に起工され、1998年10月8日に進水、2000年3月23日に就役し、第1潜水隊群に直轄艦として編入され呉に配備された。
2001年2月10日に発生したえひめ丸事故の遺体捜索の要請を愛媛県から受けた政府は防衛庁に対応を求め、災害派遣をもって2001年8月から遺体捜索作業を行った。
2002年4月に実施された「西太平洋潜水艦救難訓練 Pacific Reach 2002」に参加。荒天にもかかわらず全てのオペレーションを成功させた他、DSRVは当初予定のソフトメイト（沈没潜水艦への達着）だけでなく、ハードメイト（ハッチを開ける、より実際的な救難訓練）も成功している。なお、この時点で、掃海ヘリコプターMH-53Eシードラゴンは着艦訓練には成功していたがレギュレーションが未承認だったために、陸上からの代表取材陣や参加国海軍高官はいったん旗艦を担った掃海母艦「ぶんご」にMH-53で移動し、「ぶんご」と「ちはや」の間は護衛艦搭載のSH-60Jで移動した。
2008年5月、乗艦した爆発物処理隊潜水隊員が飽和潜水による水深記録450 mを記録し、フランスの534 mに次ぐ世界2位(当時)の記録を樹立した。
2011年3月11日に発生した東北地方太平洋沖地震による東日本大震災に対し、災害派遣のため三陸沖に派遣される。6月26日～7月3日まで従事した。
2018年7月13日からは平成30年7月豪雨をうけて、入浴支援をおこなった。
2022年1月31日に発生した、航空自衛隊飛行教導群（小松基地所在）のF-15DJ（32-8083号機）墜落事故に対し、現地海面で無人探査機（無人潜水装置のことと思われる）を運用し水中捜索活動に従事。捜索には航空自衛隊のU-125A 救難捜索機、UH-60J 救難ヘリコプター、海上自衛隊のヘリ搭載護衛艦「ひゅうが」、ミサイル護衛艦「みょうこう」、護衛艦「せんだい」、ミサイル艇「うみたか」、掃海艇「うくしま」、水中処分母船1号型「YDT-01」、UP-3D 多用機、MCH-101 掃海・輸送ヘリコプター、SH-60K 哨戒ヘリコプター、海上保安庁の巡視船「はくさん」、巡視艇  「かがゆき」、巡視艇「あさぎり」、小松基地と陸上自衛隊金沢駐屯地からそれぞれ派出された地上捜索部隊も参加している。
2023年4月6日に発生した陸上自衛隊第8飛行隊のUH-60JA墜落事故において掃海艇「ししじま」などと共に捜索活動に従事。
| 代 | 氏名     | 在任期間               | 出身校・期            | 前職                                 | 後職                                                                   | 備考                           |
| -- | -------- | ---------------------- | --------------------- | ------------------------------------ | ---------------------------------------------------------------------- | ------------------------------ |
| 01 | 蔵本正夫 | 2000.3.23 - 2002.12.1  | 防大12期              | ちはや艤装員長                       | 呉潜水艦基地隊付                                                       |                                |
| 02 | 渡部年晴 | 2002.12.2 - 2005.3.24  | 皇學館大学・ 25期幹候 | 第1潜水隊司令                        | 海上自衛隊情報保全隊司令                                               |                                |
| 03 | 田中太彦 | 2005.3.25 - 2007.7.19  | 防大23期              | 潜水艦隊司令部幕僚                   | 第5潜水隊司令                                                          |                                |
| 04 | 土肥弘実 | 2007.7.20 - 2009.3.24  | 防大25期              |                                      | 第3潜水隊司令                                                          |                                |
| 05 | 徳納則雄 | 2009.3.25 - 2011.2.28  | 防大26期              | 海上自衛隊幹部候補生学校主任教官     | 統合幕僚学校研究室勤務                                                 |                                |
| 06 | 金子 弘  | 2011.3.1 - 2013.3.31   | 防大26期              | 第1潜水隊群司令部幕僚                | 潜水艦教育訓練隊                                                       | 2等海佐                        |
| 07 | 布田英二 | 2013.4.1 - 2014.10.9   | 熊本商科大・ 39期幹候 | 潜水艦教育訓練隊訓練科長             | 対馬防備隊司令                                                         | 就任時2等海佐 2013.7.1 1等海佐 |
| 08 | 水上直樹 | 2014.10.10 - 2016.7.31 | 法政大・ 40期幹候     | 阪神基地隊副長                       | 対馬防備隊司令                                                         |                                |
| 09 | 笹尾謙一 | 2016.8.1 - 2018.3.1    | 39期幹候              | 第2潜水隊群司令部首席幕僚            | 呉基地業務隊司令                                                       | 2等海佐                        |
| 10 | 野田益弘 | 2018.3.2 - 2020.3.15   |                       | 自衛艦隊司令部幕僚 兼 潜水艦隊司令部 | 潜水艦教育訓練隊                                                       | 2等海佐                        |
| 11 | 伊藤裕雅 | 2020.3.16 - 2021.6.27  |                       | ちよだ副長 兼 航海長                 | 横須賀地方総監部防衛部勤務                                             | 就任時2等海佐 2020.7.1 1等海佐 |
| 12 | 渡邉正裕 | 2021.6.28 - 2022.7.31  |                       | 横須賀潜水艦教育訓練分遣隊訓練科長   | 海上幕僚監部装備計画部装備需品課勤務 →2022.10.3 装備需品課後方運用班長 | 就任時2等海佐 2021.7.1 1等海佐 |
| 13 | 原田直純 | 2022.8.1 - 2024.2.25   | 防大39期              | ちよだ副長 兼 ちよだ航海長           | 第1潜水隊群司令部勤務 →2024.3.22 同司令部首席幕僚                      |                                |
| 14 | 岡﨑淳平 | 2024.2.26 -            | 防大41期              | 潜水艦教育訓練隊副長                 |                                                                        |                                |